# 半導体カーブトレーサー

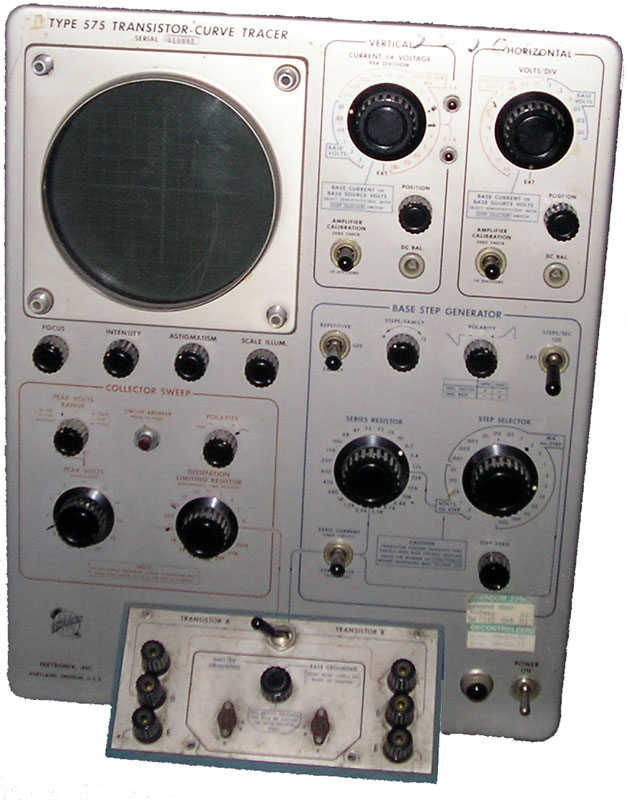
575型　トランジスターカーブトレーサーは、NPN,PNP両方のトランジスターの動的な特性を5インチのCRTに表示できる。　いくつかの異なるトランジスターの特性曲線が表示できる。 (Tektronix, Catalog, 1967)

半導体カーブトレーサー（はんどうたいカーブトレーサー）は、ダイオード、トランジスタ、サイリスタなどの半導体素子の特性を測定するための機器である。オシロスコープをベースに、電圧源、電流源を備えて被測定物（DUT）への印加をする。

## 動作
基本動作原理は、DUTに掃引（自動的に変化する）された電圧を印加して、そのときに流れる電流を測定する。この結果はいわゆる電流電圧特性（I–V曲線）として画面に表示される。使用者はDUTへの最大印加電圧、印加電圧極性（正負に自動に印加できる物もある）、DUTと直列に入れる負荷抵抗値などを設定できる。
ダイオードやダイアックなどの2端子素子は、以上の方法で十分に特性を評価できる。カーブトレーサーは、ダイオードの順方向電圧、逆方向リーク電流、逆方向ブレークダウン電圧、などのパラメータ測定ができる。ダイアックのようにトリガーできる素子の場合は、順方向・逆方向のトリガー電圧が明確に表示される。トンネルダイオードのように負性抵抗を持つ素子がもつ非連続的な特性も表示される。
主掃引ターミナル出力は、数千ボルトまでの印加が可能であり、また低電圧時には数十アンペアから機種によっては数百アンペアまで可能である。
3端子素子には追加の接続が必要になる。通常はステップ電圧源もしくはステップ電流源がDUTの制御ターミナルに接続される。この制御ターミナルをステップ状に変化させながら、主ターミナルの電圧を掃引することで、一連のV-I曲線群が得られる。この曲線群からトランジスターのゲインやサイリスタやトライアックのトリガー電圧を測定できる。多くの素子では、ステップ電流源を用いる。また、FETではステップ電圧源が用いる。
カーブトレーサーには、通常2端子、3端子素子に接続が簡単にできる仕組みが備わっている。その方法は、一般的なトランジスターやダイオードのパッケージにあったソケットである。ほとんどのカーブトレーサーは、2つの素子を同時に接続可能である。これにより2つのトランジスターが「マッチ」した状況をつくり、作動アンプなどの回路動作を最適化するのに使われる。これは右の写真の中に見えるトグルスイッチで2つのDUTをすばやく切り替えて、測定される特性曲線群を比べることで行われる。

### ケルビン接続
カーブトレーサーは、ケルビン接続が可能な測定アダプター（治具）を装備している。

## 歴史
皮肉なことに、最初の半導体カーブトレーサーは真空管回路によって構成されていた。Scientific Test, Incのカーブトレーサーは、テクトロニクスの物とは異なる特徴を持つ。テクトロニクス575型カーブトレーサー（ギャラリー参照）は典型的なこの時代のカーブトレーサーである。この時代では、半導体素子では必要な測定をするための測定信号が発生できなかったのである。現在では、カーブトレーサーは全て半導体化している（CRTは例外として）。また測定の自動化も進んでおり、使用者が楽にデータを取って、DUTを含めた安全も確保されている。

## 安全性
カーブトレーサーは、致命的な電圧や電流を発生することがあり、使用者の感電の危険性がある。現在のカーブトレーサーはしばしば物理的な隔離装置やインターロック機能を有し、使用者が危険な電圧や電流に直接触れる危険を避けている。DUTも測定時には熱くなるので、使用者の火傷の危険性がある。

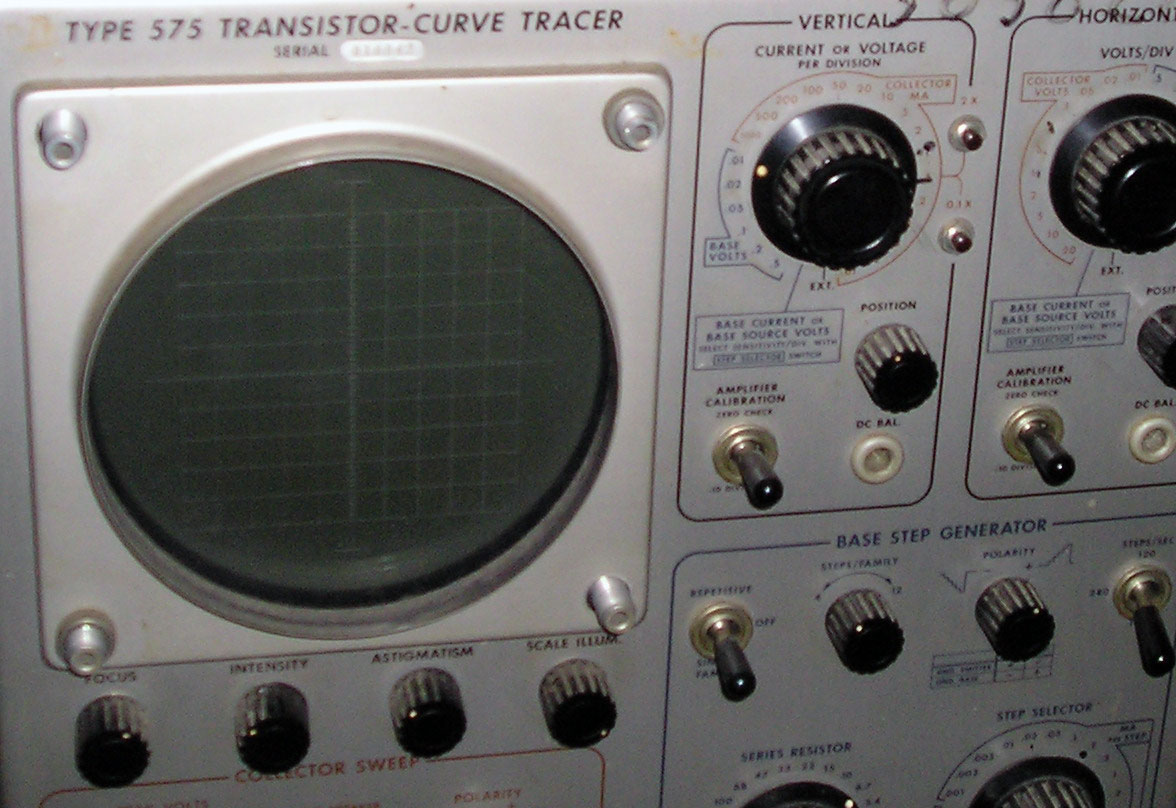
トランジスターカーブトレーサー (詳細 1)
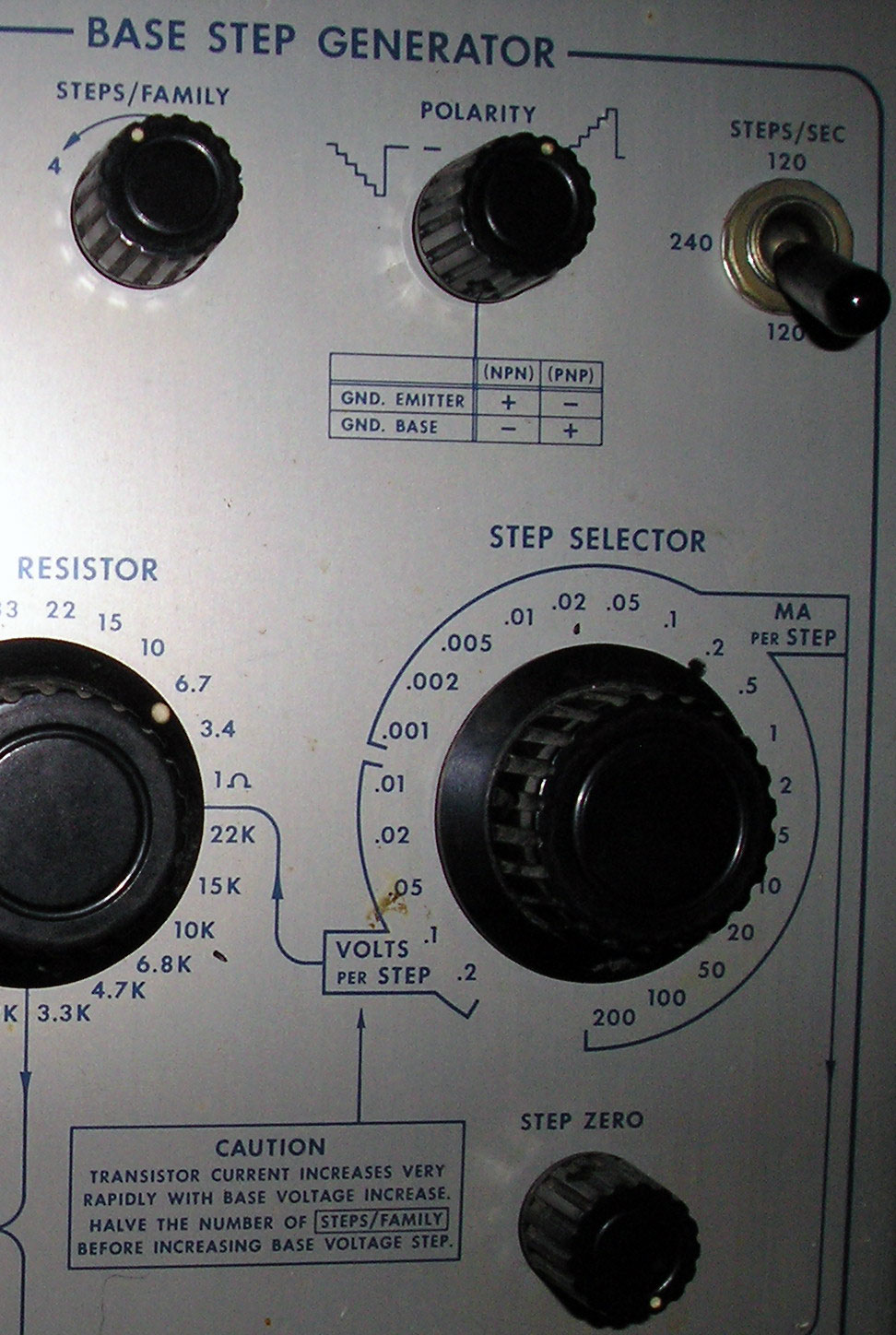
トランジスターカーブトレーサー (詳細 2)
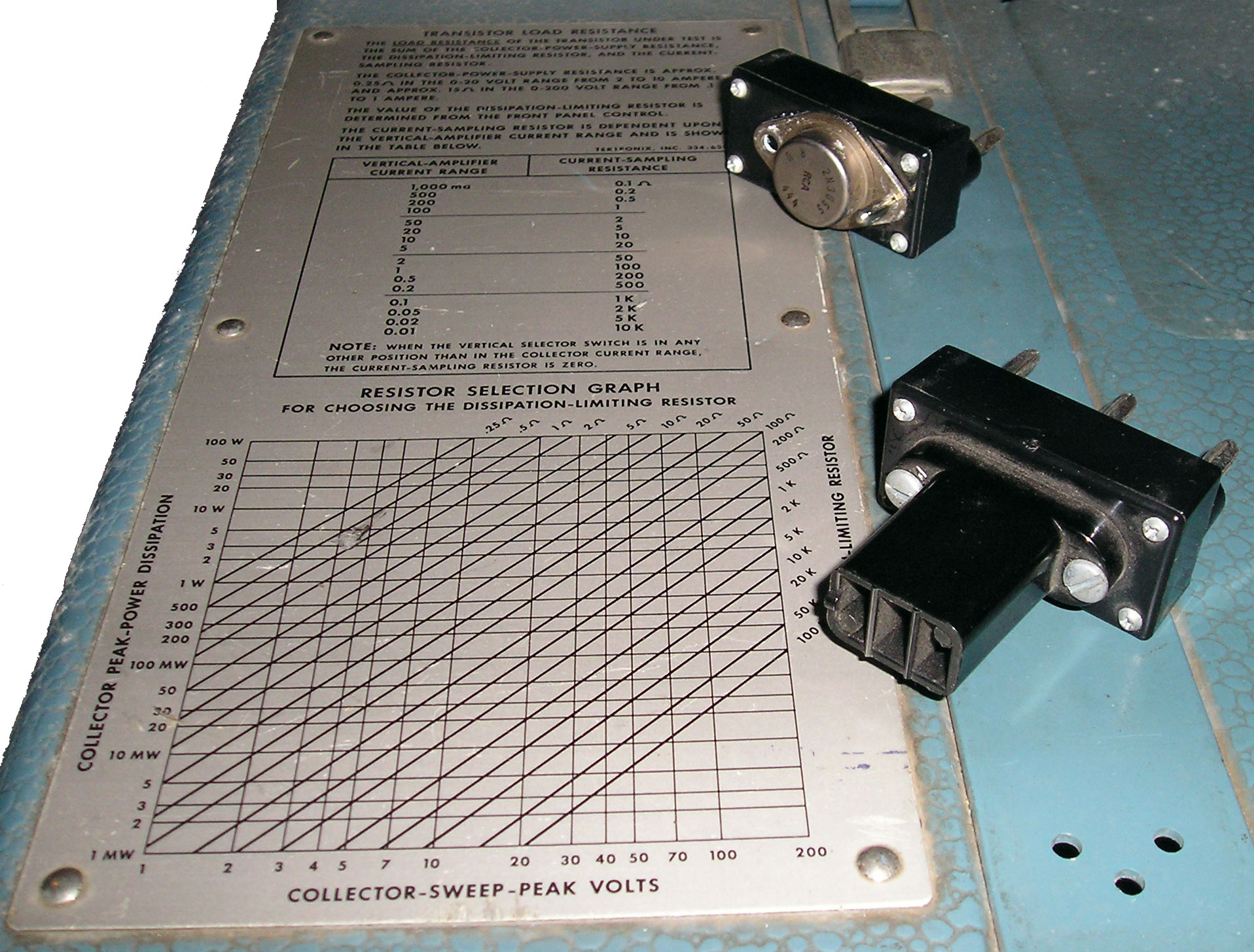
トランジスターカーブトレーサー (パーツ)